# Albertia woronkowi
Albertia woronkowi is een raderdiertjessoort uit de familie Dicranophoridae. De wetenschappelijke naam van deze soort is voor het eerst geldig gepubliceerd in 1922 door Zenkewitsch.